# Haiderabade (distrito de Telanganá)
O distrito de Haiderabade é um distrito do estado indiano de Telanganá. Tem uma área de 217 km². Sua capital é a cidade de Haiderabade.
Segundo o censo de 2011, este distrito tinha uma população de 3.943.323 habitantes e uma densidade populacional de 18 mil habitantes/km².